# Мали Лапаш
Мали Лапаш (слч. Malý Lapáš) насељено је мјесто са административним статусом сеоске општине (слч. obec) у округу Њитра, у Њитранском крају, Словачка Република.

## Становништво
| Година:    | 1994. | 2004.    | 2014.    | 2024.     |
| ---------- | ----- | -------- | -------- | --------- |
| Број људи: | 336   | 385      | 714      | 1514      |
| Разлика:   |       | +14,58 % | +85,45 % | +112,04 % |

| Година:    | 2023. | 2024.   |
| ---------- | ----- | ------- |
| Број људи: | 1492  | 1514    |
| Разлика:   |       | +1,47 % |

Према подацима о броју становника из 2011. године насеље је имало 563 становника.